# 南丰镇 (郎溪县)
南丰镇，是中华人民共和国安徽省宣城市郎溪县下辖的一个乡镇级行政单位。

## 行政区划
南丰镇下辖以下地区：
南山村、南西村、南东村、张钱村、盆形村、精忠村、万全村、同庆村和大杨村。